# Achthophora ferruginea
Achthophora ferruginea là một loài bọ cánh cứng trong họ Cerambycidae.